# Malìa (film 1946)
Malìa è un film del 1946 diretto da Giuseppe Amato, tratto dall'omonima opera di Luigi Capuana.

## Trama
In un paese della Sicilia, per rimediare a un infelice matrimonio della sorella Nedda, Jana chiede a una fattucchiera un filtro d'amore. La pozione agisce su lei che s'innamora del cognato. Epilogo sanguinoso.

## Produzione
Il film è ascrivibile al filone dei melodrammi sentimentali, comunemente detto strappalacrime, molto in voga tra il pubblico italiano negli anni del secondo dopoguerra (1945-1955), in seguito ribattezzato dalla critica con il termine neorealismo d'appendice.
Fu girato per gli interni negli stabilimenti romani della Titanus e per esterni in Sicilia.

## Distribuzione
La pellicola venne distribuita nel circuito cinematografico italiano il 16 maggio del 1946.

## Riconoscimenti
- 1946 - Nastro d'argento
  - Miglior colonna sonora ad Enzo Masetti